# Petalidium ramulosum
Petalidium ramulosum är en akantusväxtart som beskrevs av Schinz. Petalidium ramulosum ingår i släktet Petalidium och familjen akantusväxter. Inga underarter finns listade i Catalogue of Life.